# Joël Mercier
Joël Michel Marie Luc Mercier (5 de gener de 1945, Chaudefonds-sur-Layon) és un bisbe catòlic, historiador, filòsof, teòleg, canonista i professor francès. El 2005 el Papa Benet XVI li va concedir el títol honorífic de Capellà de Sa Santedat. Actualment, des del 19 de març del 2015, després de ser nomenat pel Papa Francesc, és Secretari de la Sagrada Congregació per al Clergat i Bisbe Titular de Roda.

## Biografia
Quan va acabar els estudis, entrà a la Universitat de la Sorbonna de París, on estudià literatura clàssica. Tot seguit, el 1964, ingressà al col·legi seminari de la seva diòcesi natal, on realitzà la seva formació eclesiàstica, es llicencià en filosofia i alhora també en teologia per la Universitat Catòlica de l'Oest. El 27 de juny del 1970 fou ordenat sacerdot a la seva diòcesi, a mans de l'aleshores bisbe Mn. Henri-Louis-Marie Mazerat. Un any més tard de ser ordenat, del 1971 al 1974, completà la seva formació acadèmica amb una llicenciatura en dret canònic a la Pontifícia Universitat Gregoriana de Roma.
Quan tornà a França el 1974 començà el seu ministeri a la diòcesi d'Angers, passant a ser vicari parroquial a la parròquia Saint-Joseph. Del 1979 al 1987 fou capellà dels col·legis i liceus catòlics, seguidament des del 1987 fins al 2001 fou el secretari personal del llavors bisbe diocesà Mn. Jean Orchampt i des del 1975 és membre del tribunal eclesiàstic del Pays de Loire i també des del 1980 professor de la facultat de teologia de la Universitat Catòlica de l'Oest.
El gener del 2002 tornà a Itàlia, on entrà al servei de la Cúria Romana com a oficial de la Congregació per al Clergat. També el 31 d'octubre del 2005 se li concedí el títol honorífic de Capellà de Sa Santedat i el 2007 fou nomenat director espiritual del Pontifici Seminari Francès de Roma.
Actualment, el 8 de gener del 2015, el Papa Francesc el nomenà nou secretari de la Sagrada Congregació per al Clergat i bisbe de la Seu Titular de Roda. Va rebre la consagració episcopal el 19 de març del mateix any, a l'església de Sant Lluís dels Francesos de Roma, a mans del seu consagrant el cardenal Pietro Parolin i com a co-consagrants els cardenals Marc Ouellet i Beniamino Stella.